# بالا محمد
بالا محمد (بالإنجليزية: Bala Mohammed)‏ هو سياسي نيجيري، ولد في 5 أكتوبر 1958. حزبياً، نشط في حزب الشعب الديمقراطي. وقد انتخب عضو مجلس الشيوخ في نيجيريا.